# يانغ شين (سياسي)
يانغ شين (بالصينية: 杨信) هو سياسي صيني، ولد في مايو 1950 في سويهوا في الصين. نشط حزبياً في الحزب الشيوعي الصيني.